# John Fenton
John Einar Fenton, född 7 mars 1873 i Göteborgs domkyrkoförsamling, död 7 juni 1953 i Nairobi, Kenyakolonin, var en svensk kontorsskrivare och friidrottare (höjd- och längdhopp). Han tävlade för klubben Idrottens Vänner. Fenton var inofficiell svensk rekordhållare i höjdhopp 1895–1903. Han vann SM i längdhopp 1897.
Den 18 augusti 1895 satte Fenton i Göteborg det första registrerade inofficiella svenska rekordet i höjdhopp med ansats, med 1,75. Rekordet skulle komma att slås 1903 av Yngve Elmlund. 1897 vann han SM i längdhopp med 5,54.